# Би (Ду)
Би (фр. By) је насељено место у Француској у региону Франш-Конте, у департману Ду.
По подацима из 2011. године у општини је живело 73 становника, а густина насељености је износила 9,95 становника/km².

## Демографија
| 1962. | 1968. | 1975. | 1982. | 1990. | 2011. |
| ----- | ----- | ----- | ----- | ----- | ----- |
| 105   | 101   | 67    | 52    | 65    | 73    |